# Donald Sproxton

Coat of arms of Donald Sproxton

Donald George Sproxton (* 7. Februar 1953 in Subiaco City, Western Australia, Australien) ist Weihbischof in Perth.

## Leben
Sproxton wuchs in der Nähe von Perth auf und trat 1971 ins dortige Priesterseminar ein. 1974 wurde er ins St. Francis Xaver Seminary in Adelaide entsandt. Der Erzbischof von Perth, Launcelot John Goody, weihte ihn am 17. Dezember 1977 zum Priester. Sproxton war in den folgenden Jahren als Kaplan tätig und wurde 1980 Zeremonienmeister der Kathedrale von Perth. Im Dezember 1983 wurde er Sekretär des neuen Erzbischofs William Joseph Foley. Ab 1986 war er zunächst Assistent des Rektors des Priesterseminars und übernahm in den folgenden Jahren leitende Aufgaben im Bereich des diözesanen Ausbildungswesens.
Papst Johannes Paul II. ernannte ihn am 12. Dezember 2001 zum Titularbischof von Timici und zum Weihbischof in Sydney. Die Bischofsweihe spendete ihm der Erzbischof von Perth, Barry James Hickey, am 21. Februar 2002; Mitkonsekratoren waren Robert Healy, emeritierter Weihbischof in Perth, und Justin Joseph Bianchini, Bischof von Geraldton. 2016 wurde Donald Sproxton zusätzlich Bischofsvikar für den Bereich Erneuerung der Pfarrgemeinden.
In der Australischen Bischofskonferenz ist er Mitglied der Kommission für Beziehungen mit den Aborigines und der Kommission für soziale Gerechtigkeit und Mission.